# 對稱矩陣
在線性代數中，對稱矩陣（英語：symmetric matrix）指轉置矩陣和自身相等方形矩陣。
{\displaystyle A=A^{\textrm {T}}\ \!}
對稱矩陣中的右上至左下方向元素以主對角線（左上至右下）為軸進行對稱。若將其寫作{\displaystyle A=(a_{ij})}，則对所有的i和j，
{\displaystyle a_{ij}=a_{ji}\ \!}
下列是3×3的對稱矩陣：
{\displaystyle {\begin{bmatrix}1&2&3\\2&4&-5\\3&-5&6\end{bmatrix}}}

## 例子
{\displaystyle {\begin{bmatrix}a&b&c\\b&d&e\\c&e&f\end{bmatrix}},{\begin{bmatrix}1&5\\5&7\end{bmatrix}},}
{\displaystyle {\begin{bmatrix}1&3&0\\3&1&6\\0&6&1\end{bmatrix}},{\begin{bmatrix}a&b\\b&c\end{bmatrix}},{\begin{bmatrix}2\end{bmatrix}}}

## 性质
- 對於任何方形矩陣{\displaystyle X}，{\displaystyle X+X^{T}}是對稱矩陣。
- {\displaystyle A}為方形矩陣是{\displaystyle A}為對稱矩陣的必要條件，即對稱矩陣行數必等於列數。
- 對角矩陣都是對稱矩陣。
- 若且唯若兩者的乘法可交換（即{\displaystyle AB=BA}）時，兩個對稱矩陣的積（{\displaystyle AB}）是對稱矩陣。兩個實對稱矩陣乘法可交換若且唯若兩者的特徵空間相同。[來源請求]
- 任何方形矩陣{\displaystyle X}，如果它的元素屬於一個特徵不為2的域（例如實數），可以用剛好一種方法寫成一個對稱矩陣和一個斜對稱矩陣之和：

{\displaystyle X={\frac {1}{2}}(X+X^{T})+{\frac {1}{2}}(X-X^{T})}
- 每個實方形矩陣都可寫作兩個實對稱矩陣的積，每個複方形矩陣都可寫作兩個複對稱矩陣的積。
- 若對稱矩陣{\displaystyle A}的每個元素均為實數，{\displaystyle A}是實對稱矩陣。
- 一個矩陣同時為對稱矩陣及斜對稱矩陣若且唯若所有元素都是零。
- 如果X是對稱矩陣，那麼 {\displaystyle AXA^{\textrm {T}}} 也是對稱矩陣.

## 分解
利用若尔当标准形，我们可以证明每一个实方阵都可以写成两个实对称矩阵的乘积，而每一个复方阵都可以写成两个复对称矩阵的乘积。
每一个实非奇异矩阵都可以唯一分解成一个正交矩阵和一个对称正定矩阵的乘积，这称为极分解。奇异矩阵也可以分解，但不是唯一的。
Cholesky分解说明每一个实正定对称矩阵都是一个上三角矩阵和它的转置的乘积。

## 實對稱矩陣
实對稱矩陣是一個元素都为实数的对称矩陣，用<,>表示{\displaystyle R^{n}}上的內積。{\displaystyle n\times n}的實矩陣{\displaystyle A}是對稱的，若且唯若對於所有{\displaystyle x,y\in \mathbb {R} ^{n}}，
{\displaystyle \langle Ax,y\rangle =\langle x,Ay\rangle }。
实對稱矩陣有以下的性质：
- 实对称矩阵A的不同特征值所对应的特征向量是正交的。
- 实对称矩阵A的特征值都是实数，特征向量都是实向量。
- n阶实对称矩阵A必可对角化。
- 可用正交矩阵对角化。
- K重特征值必有K个线性无关的特征向量，或者说必有秩r(λE-A)=n-k。

## 黑塞矩阵
实对称n × n矩阵出现在二阶连续可微的n元函数的黑塞矩阵之中。
Rn上的每一个二次型q都可以唯一写成q(x) = xTAx的形式，其中A是对称的n × n矩阵。于是，根据谱定理，可以说每一个二次型，不考虑Rn的正交基的选择，“看起来像”：
{\displaystyle q(x_{1},\ldots ,x_{n})=\sum _{i=1}^{n}\lambda _{i}x_{i}^{2}}
其中λi是实数。这大大简化了二次型的研究，以及水平集{x : q(x) = 1}的研究，它们是圆锥曲线的推广。
这是很重要的，部分是由于每一个光滑的多元函数的二阶表现，都由属于该函数的黑塞矩阵的二次型描述；这是泰勒定理的一个结果。

## 可对称化矩阵
矩阵A称为可对称化的，如果存在一个可逆对角矩阵D和一个对称矩阵S，使得：
A = DS.
可对称化矩阵的转置也是可对称化的，因为{\displaystyle (DS)^{T}=SD=D^{-1}DSD}，而{\displaystyle DSD}是对称的。
当且仅当{\displaystyle A=[a_{jk}]}满足以下的条件时，矩阵可对称化：
1. 如果{\displaystyle a_{ij}=0}，那么{\displaystyle a_{ji}=0}；
2. 对于任何有限序列{\displaystyle i_{1},i_{2},...,i_{k}}，都有{\displaystyle a_{i_{1}i_{2}}a_{i_{2}i_{3}}...a_{i_{k}i_{1}}=a_{i_{2}i_{1}}a_{i_{3}i_{2}}...a_{i_{1}i_{k}}}。

## 与不等式的关系
对称阵 Z 分解为3行3列:
{\displaystyle {\begin{bmatrix}Z_{11}&Z_{12}&Z_{13}\\Z_{12}^{T}&Z_{22}&Z_{23}\\Z_{13}^{T}&Z_{23}^{T}&Z_{33}\end{bmatrix}}}
当且仅当
{\displaystyle {\begin{bmatrix}Z_{11}&Z_{12}\\Z_{12}^{T}&Z_{22}\end{bmatrix}},{\begin{bmatrix}Z_{11}&Z_{13}\\Z_{13}^{T}&Z_{33}\end{bmatrix}}}
时, 存在 {\displaystyle X=Z_{13}^{T}Z_{11}^{-1}Z_{12}-Z_{23}^{T}}, 使得
{\displaystyle {\begin{bmatrix}Z_{11}&Z_{12}&Z_{13}\\Z_{12}^{T}&Z_{22}&Z_{23}+X^{T}\\Z_{13}^{T}&Z_{23}^{T}+X&Z_{33}\end{bmatrix}}<0}
成立。